# مولوتوف (سلاح)

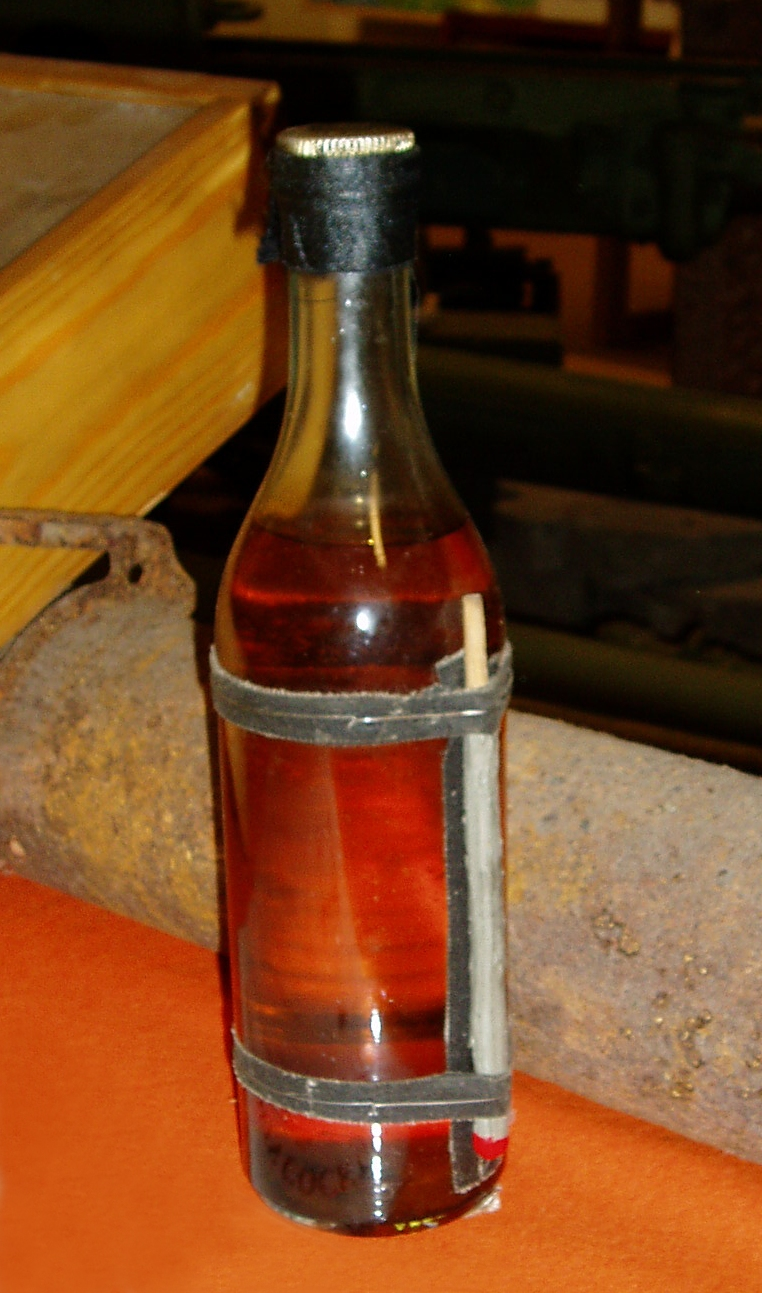
زجاجة مولوتوف فنلندية مع أعواد مشتعلة إضافية على الجانبين استخدمت في حرب الشتاء عام 1939

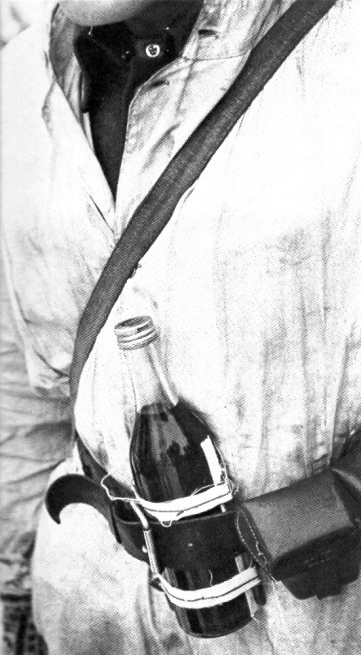
جندي فنلندي مع زجاجة مولتوف خلال حرب الشتاء

المولوتوف أو كوكتيل مولوتوف وتسمى أحياناً بالزجاجة الحارقة، هي قنبلة تم اختراعها من قبل الفنلنديين (بالفنلندية:polttopullo) سميت نسبة إلى فياتشيسلاف مولوتوف وزير الخارجية السوفيتي كنوع من السخرية بسبب اعتراض الفنلنديين على اتفاق مولتوف-ربنتروب الموقع في آخر أغسطس 1939 واستخدمت لمهاجمة القوات السوفيتية قبل اندلاع حرب الشتاء.
تسمى أيضاً بقنبلة المولوتوف وهي من الأسلحة البسيطة التي تصنع منزلياً، وتتكون من زجاجة من الزجاج مملوءة بسائل سريع الاشتعال ثم سدادة من القماش، واستخدم هذا السلاح وصار شائعاً في النزاعات المدنية وأعمال الشغب والتخريب وكذلك حرب الشوارع بسبب سهولة تصنيعه واستعماله.

## التسمية
الاسم كوكتيل مولوتوف صاغه الفنلنديون خلال حرب الشتاء، ويكتب بالفنلندية Molotovin koktaili. كان المقصود من الاسم أن يكون إشارة تهكمية على وزير الخارجية السوفيتي فياتشيسلاف مولوتوف الذي كان ممن صاغوا اتفاق مولتوف-ربنتروب الموقع في آخر أغسطس 1939. هذا الاتفاق انتقده الفنلنديون بشدة، الذين انتقدوا بالقدر نفسه البروباجاندا التي أطلقها مولوتوف في وقت مصاحب للاتفاق، ومن مثل ذلك تصريحاته على الراديو الحكومي السوفيتي أن مهمات القصف الجوي فوق فنلندا هي في الحقيقة مهمات إنسانية لتسليم الطعام من الجو للجيران الفنلنديين الذي يتضورون جوعًا. سمى الفنلنديون القنابل العنقودية السوفيتية «سلات خبز مولوتوف» في سخرية من تصريحات الوزير السوفيتي الدعائية. وعندما ابتُكرت القنبلة النارية المحمولة باليد لمهاجمة الدبابات السوفيتية، سماها الفنلنديون كوكتيل مولوتوف قاصدين بذلك الشراب الذي يُتناول مع الطعام.

## آلية العمل
الزجاجة الحارقة مكونة من زجاجة بداخلها سائل قابل للاشتعال غالبا ما يكون بنزين (وقود)، وتوضع بها مادة تساعد على إمساك السائل المشتعل بالهدف المراد حرقه وقد استخدم الفنلنديون السكر وزيت المحركات ويوضع شريط قماشي مبلل بالمادة الحارقة في عنق الزجاجة، يتم اشعال الشريط ورميه مباشرة تسقط الزجاجة على الهدف وتتكسر تشتعل المادة الممسكة والحارقة.
يوجد الكثير من الأنواع لخليط المولوتوف فإذا تم عمل الخليط من الكيروسين وزيت الموتورات يجب خلطه بمادة أخف مثل البنزين لضمان سرعة الاشتعال، أما إذا تم عمل الخليط من القطران أو الشحم مع البنزين سيلتصق الخليط على السطح الذي يصطدم به ويشتعل بدرجة حرارة أعلى مما يصعب عملية إطفائه ومثل هذا الخليط يجب رجّه جيدا قبل إشعاله وإلقائه، ويمكن أيضا عمل المولوتوف بالبارود أو باستخدام تفاعل حمض الكبريتيك مع كلورات البوتاسيوم (ولا تضاف المادتان الأخيرتان معا إلا منفصلتين حتى لا يحدث انفجار في وجه صانع الزجاجة).

## التاريخ
أول استخدام لهذا السلاح كان في الحرب الأهلية الأسبانية واستخدمت في الحرب العالمية الثانية إذ استخدمها السوفييت ضد القوات النازية وفي فنلندا في حرب الشتاء.

## قانونيتها
العديد من الدول تجرم تصنيع الزجاجات الحارقة، وتفرض العقوبات في حال استخدامها ضد الأفراد قد تصل إلى الإعدام في حال أدت إلى القتل أو الشروع في القتل، وفي حال استخدامها ضد الممتلكات فأنها تدخل في أعمال الشغب والأضرار بالمال العام والخاص وقد نصت القوانين على عقوبات لهذة الأفعال.

## معرض صور

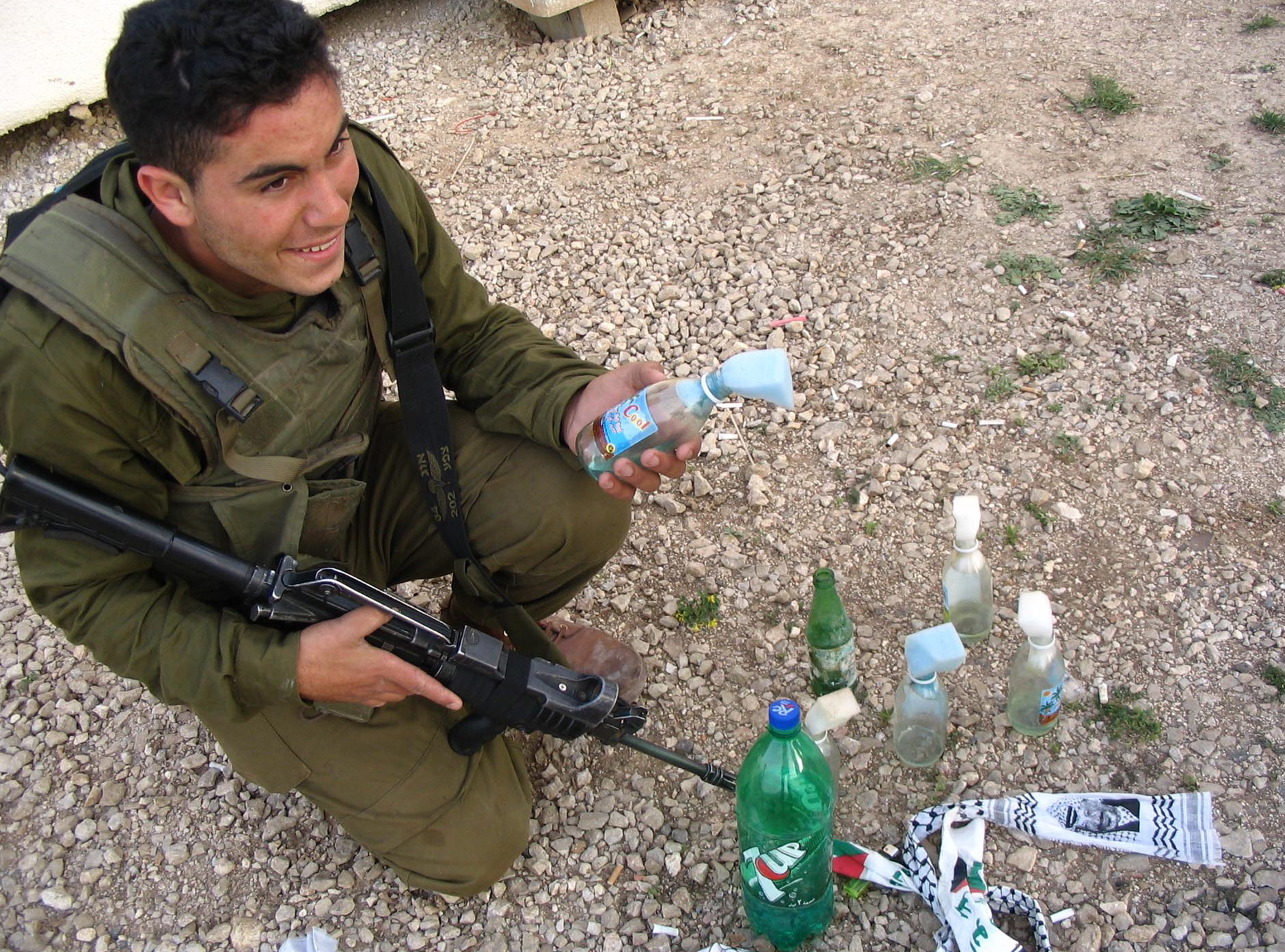
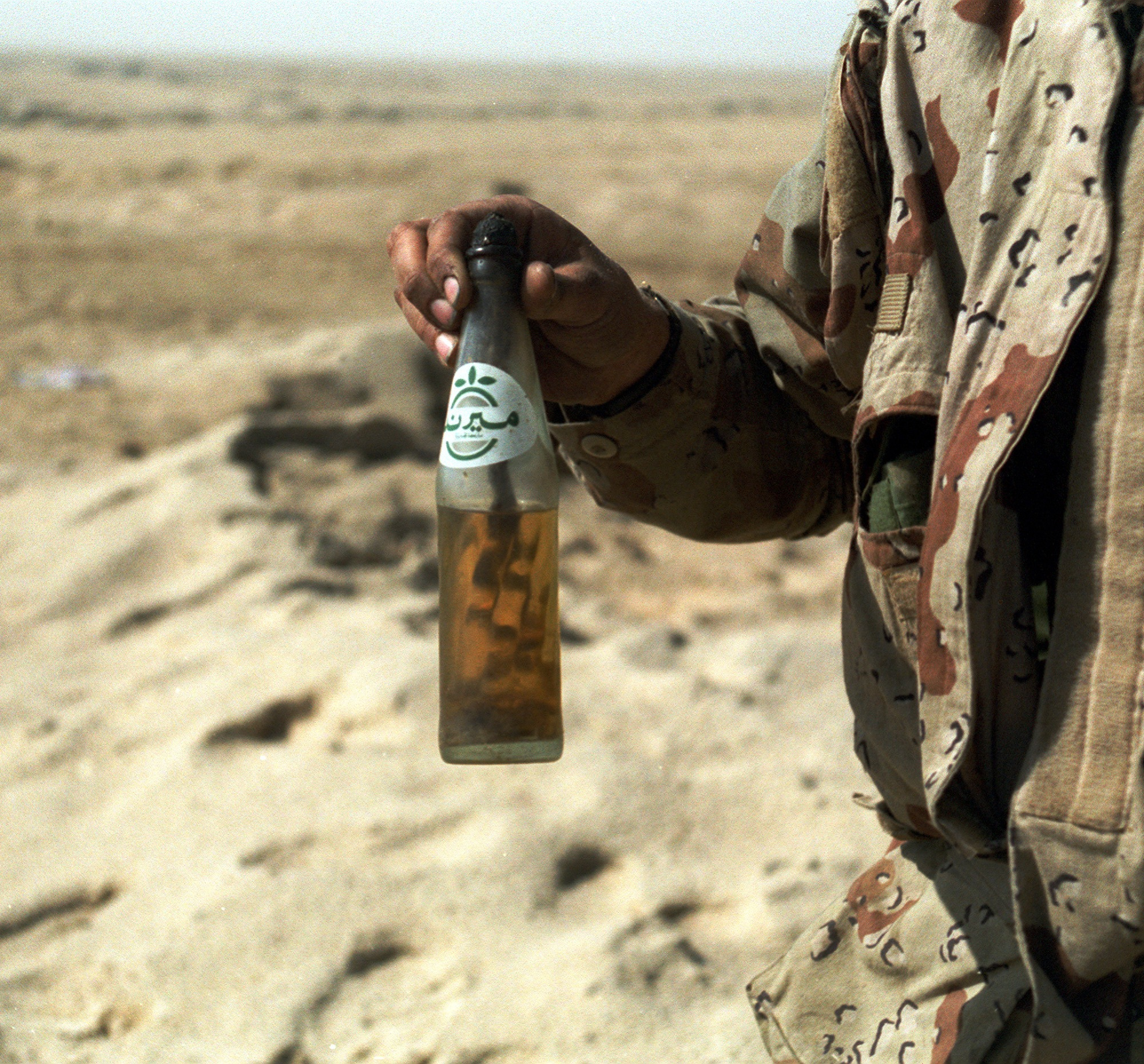
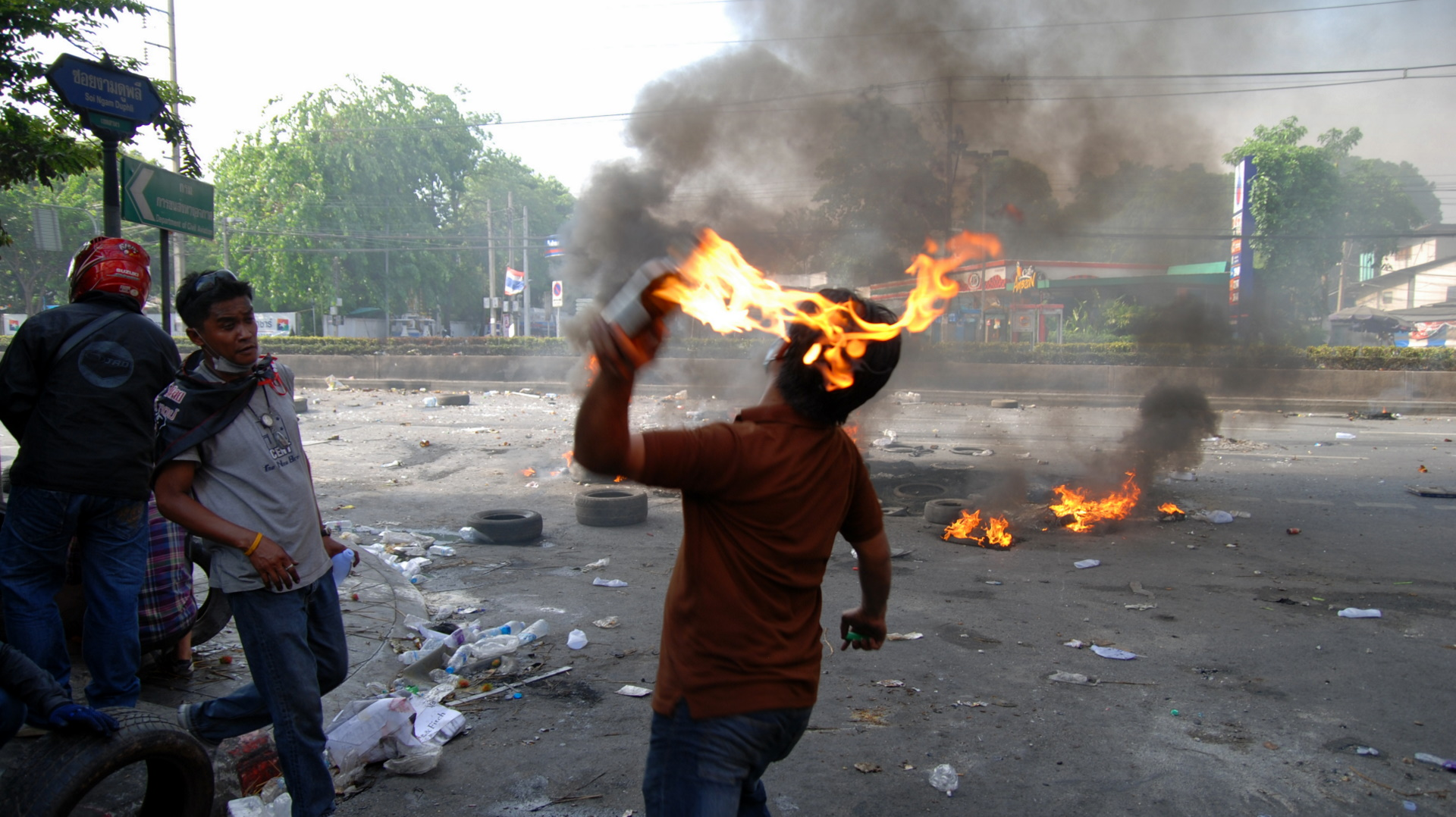
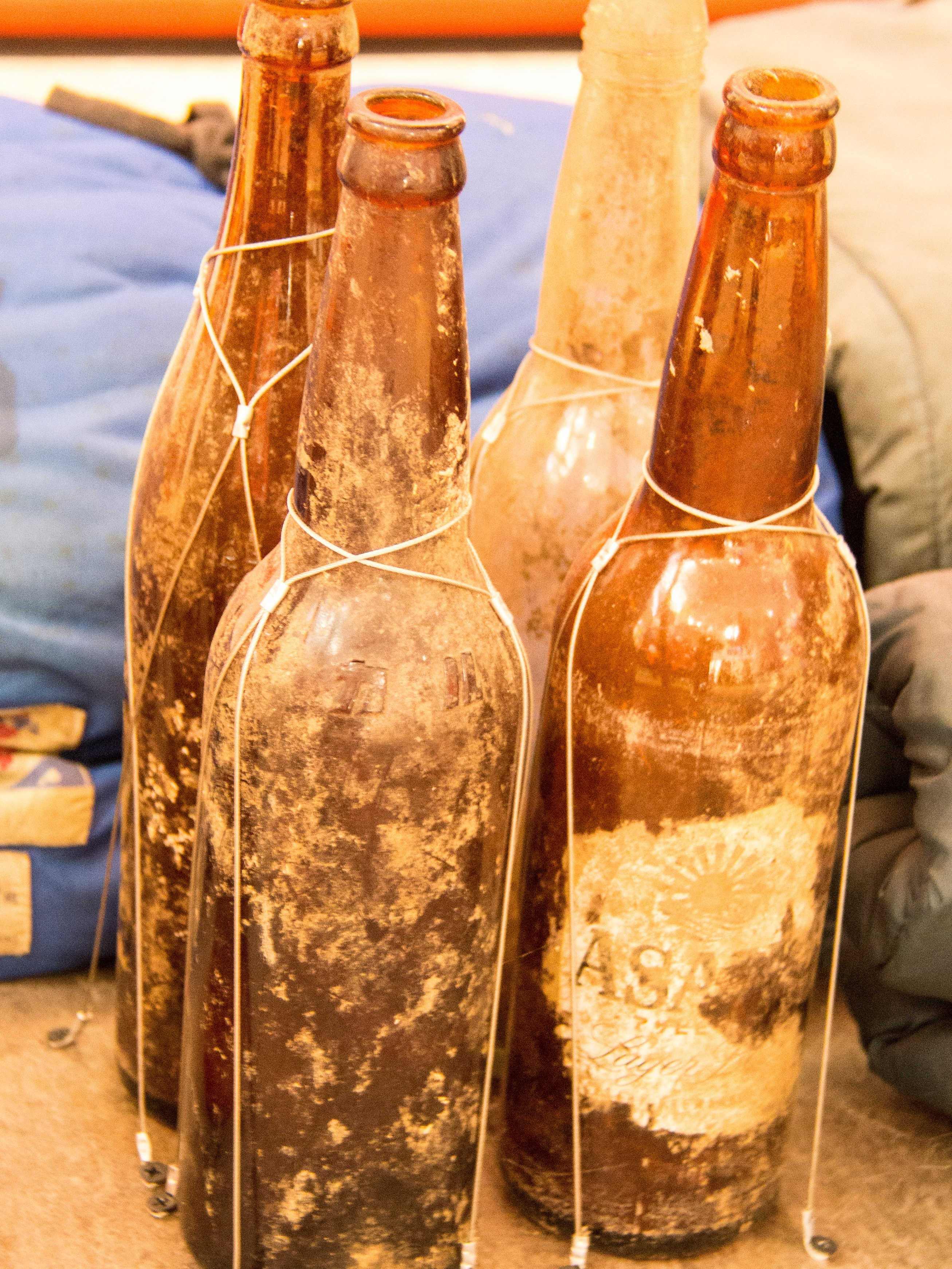
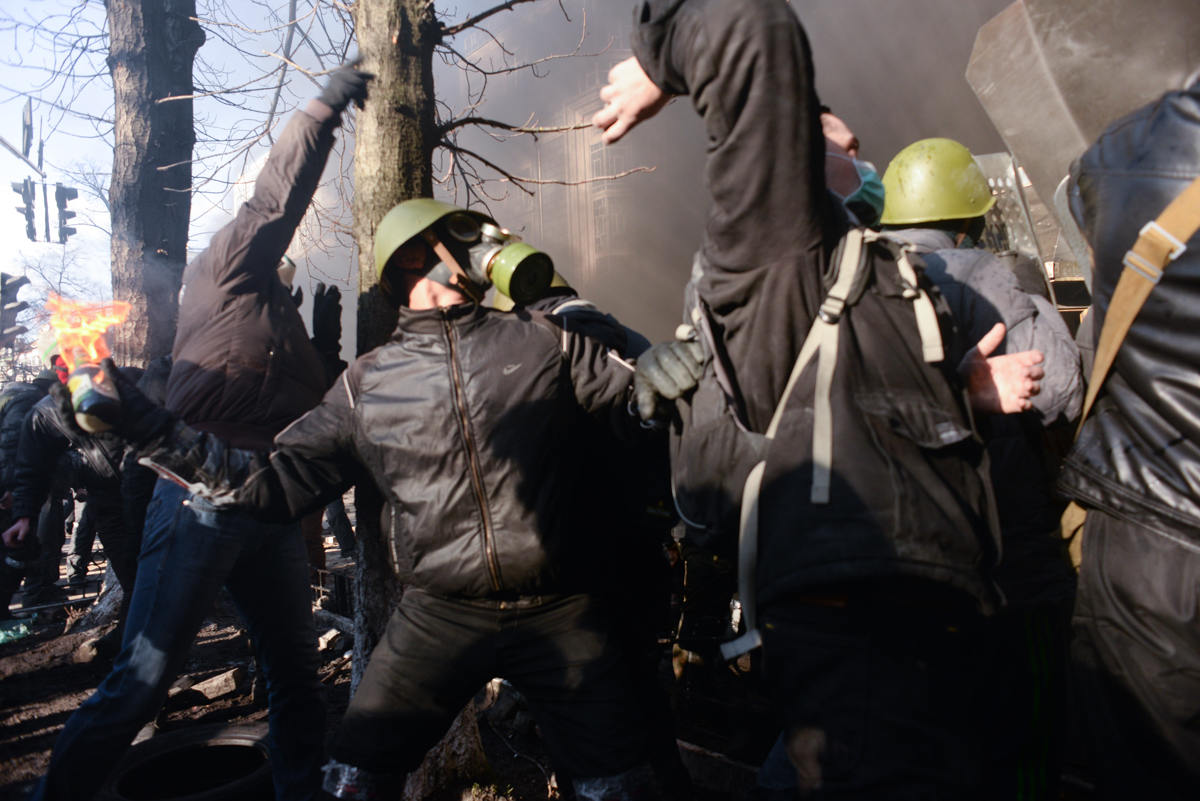
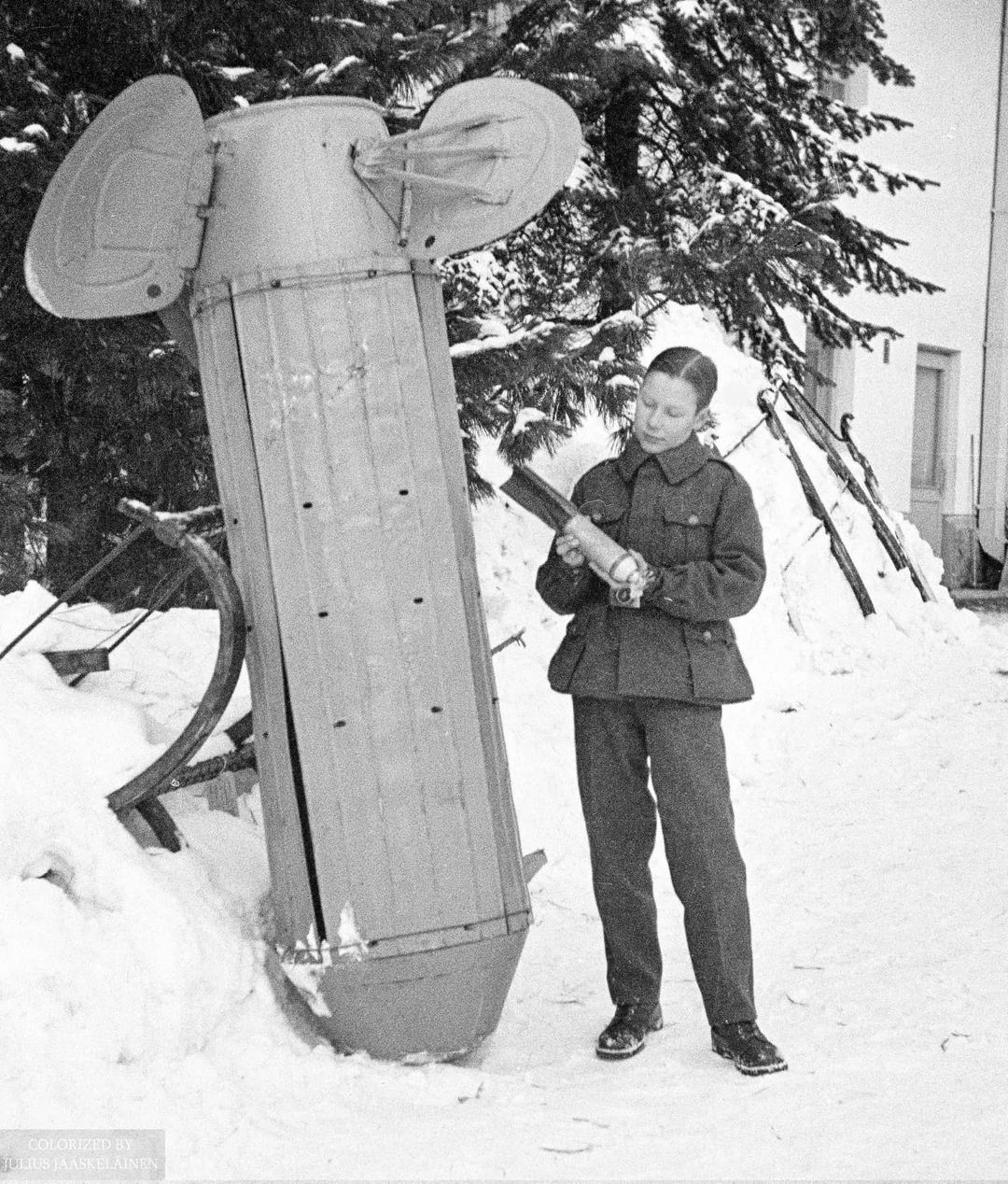

## استشهادات
1. ↑  وصلة مرجع: https://www.nationalgeographic.es/historia/como-nacio-el-coctel-molotov-y-por-que-se-llama-asi.
2. ↑  "قنابل الفقراء: قصة «المولوتوف» السلاح الرسمي للثوار". إضاءات. 28 يناير 2019. مؤرشف من الأصل في 2019-05-03. اطلع عليه بتاريخ 2019-05-03.